# Duftende Frangipani

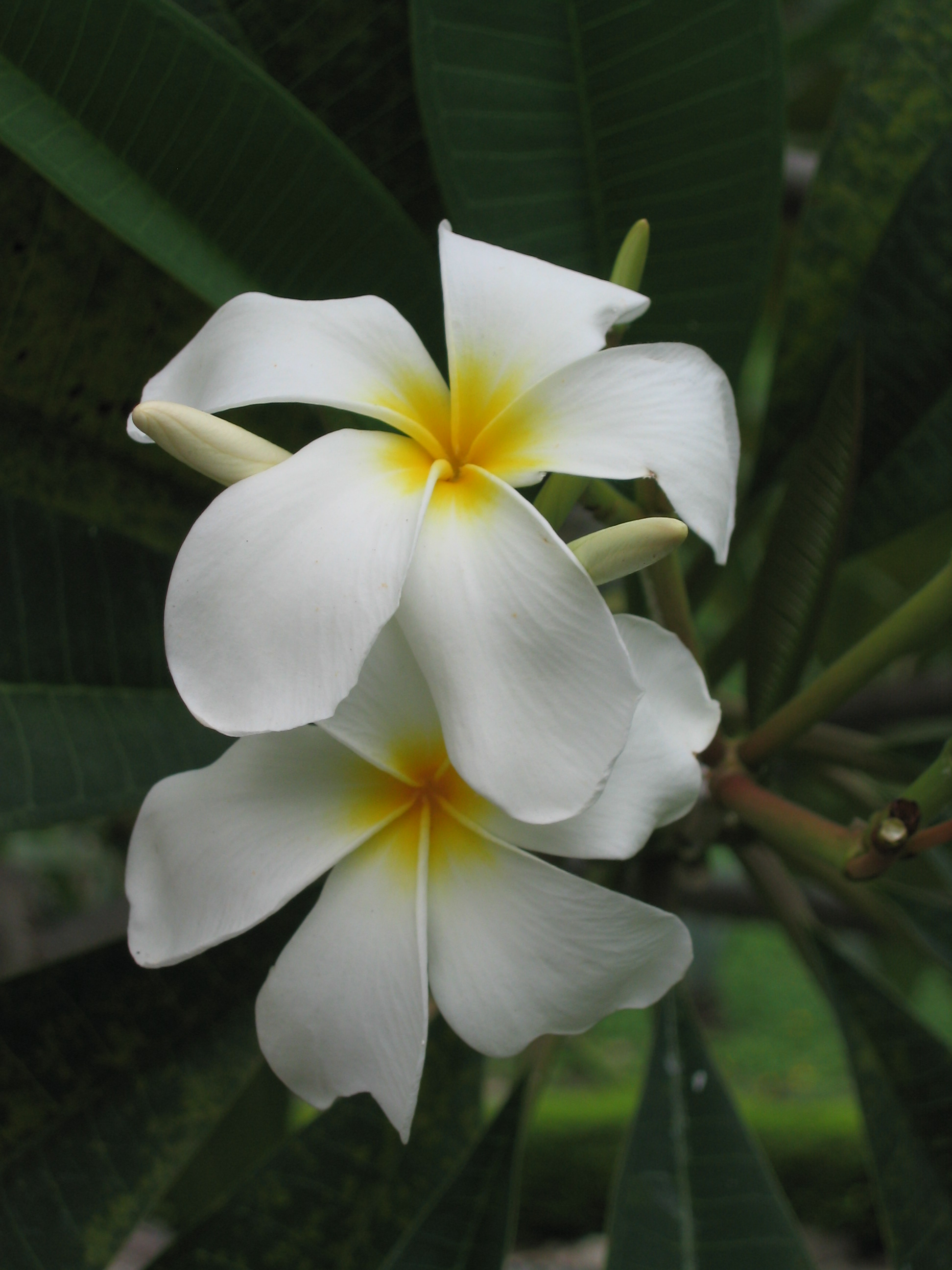
Duftende Frangipani (Plumeria obtusa)

Die Duftende Frangipani (Plumeria obtusa) ist eine Pflanzenart aus der Gattung Plumeria in der Familie der Hundsgiftgewächse (Apocynaceae).

## Beschreibung
Die Duftende Frangipani ist ein 4 bis 15 m hoher Baum mit kräftigen Zweigen. Der Stammdurchmesser kann bis 25 cm erreichen. Laubblätter und Blütenstände sind unbehaart. Die Laubblätter sind lederig, umgekehrt eiförmig bis eiförmig-langgestreckt. Sie erreichen eine Länge von 5 bis 25 cm und eine Breite von 2 bis 9 cm. Die Spitze ist abgerundet oder ausgerandet bis kurz zugespitzt, die Basis ist keilförmig-zugespitzt. Die Oberseite ist unbehaart und glänzend, die Unterseite ist unbehaart oder behaart und gelb-grün gefärbt.
Die Blütenstände sind dicht und nahezu doldenförmig, sie bestehen aus wenigen bis zahlreichen Blüten. Die Blütenstiele sind 7 bis 10 cm lang. Die Kelchlappen sind eiförmig-dreieckig, 1 bis 1,5 mm lang und an der Spitze abgerundet bis abgeschnitten. Die Krone ist weiß gefärbt mit einem gelben Zentrum. Die Kronröhre ist 1 bis 2 cm lang, die Kronlappen sind 1,5 bis 4,5 cm lang, eiförmig-langgestreckt oder umgekehrt eiförmig, die Spitze ist stumpf oder abgerundet.
Die Balgfrüchte werden 7 bis 24 cm lang und 1 bis 2 cm dick.

## Vorkommen
Die Art kommt in Mexiko, Belize, Guatemala, auf den Großen Antillen und Bahamas vor. Sie wächst auf trockenen und feuchten Kalkböden, in Wäldern niedriger Höhenlage.
Die Art sowie Hybride sind in Hawaii eingeführt bzw. gezüchtet worden. Die Blüten aller Arten werden pua melia genannt und – wie auch auf anderen pazifischen Inseln – bevorzugt für Leis verwendet.